# Kotrógépek
A kotrógépek olyan földmunkagépek, melyeknek közös tulajdonsága a talaj vagy más ömlesztett anyag kotrással és mozgatással történő kitermelése vagy elhordása és átrakodása. A kotrógépek lehetnek szakaszos üzemű gépek, melyek a kotrási művelet után az ürítés helyére mozgatják a kikotort anyagot és ott leürítik, illetve folyamatos üzeműek, melyek a kotrási művelettel egyszerre továbbítják is a kitermelt anyagot. Előbbiek jellemzően egy kotrókanállal vagy kotrószerszámmal rendelkező gépek, utóbbiak több kotrókanállal rendelkezve képesek a folyamatos működésre.

## Szakaszos üzemű gépek
A szakaszos üzemű gépek a legelterjedtebbek, funkció szerint különböző kialakítású és méretű változatuk van.

### Markológép
Föld kotrására, ásására és rakodására való univerzális munkagép, jellemző tulajdonsága, hogy forgózsámollyal rendelkező alvázra szerelik, mely lehet gumikerekes, lánctalpas, ezáltal önjáró munkagép, de lehet más jármű, eszköz alvázára is szerelve, amikor is felépítményes markolóvá válik. Magas és mély építészeti munkákra is alkalmas. Sokoldalú alkalmazhatósága miatt rengeteg változatban és méretben készül, de lehet teljesen egyedi kialakítású is.

### Homlokrakodó
Föld vagy más ömlesztett anyagok kotrására és rakodására való munkagép. A homlokrakodók az elejükön elhelyezett széles kotrókanállal dolgoznak, mellyel a járószinten vagy afelett kotornak, mély építészeti munkára nem alkalmasak. 

### Kotrórakodó
Kétféle üzemű, elöl homlokrakodóval, hátul markolóval rendelkező munkagép. Szintén nagyon elterjedt kotrógéptípus, sokféle építészeti munkára használható. 

### Buldózer
Talajkotrásra, tereprendezésre alkalmas tolóföldmunkagép, mely rakodásra nem képes, és jellemzően lánctalpas kivitelű. Szintén többféle méretben készül. 

### Földgyalu
Talajegyengetésre való munkagép, jellemzően tereprendezéskor használják megfelelő profilú és simaságú talaj, töltés, árok kialakításához. 

### Földnyeső
Nem kimondottan kotrással, hanem nyeséssel dolgozó munkagép, mely a szerkezetének részét kitevő nyesőládával nyesi és gyűjti össze a kitermelendő talajt. 

## Folyamatos üzemű gépek
A folyamatos üzemű gépek a folyamatos kotrók, amik több kotrókanállal rendelkező gépek, melyekkel folyamatosan végezhető a talajkitermelés, miután azokat egy láncszerkezetre vagy egy tárcsa peremére szerelik. A folyamatosan kitermelt talajt rögtön továbbítani is tudják megfelelő surrantócsatornák és szállítószalagok kialakításával. A folyamatos kotrók jellemzően a bányászatban használatos gépek, de más építészeti területen is előfordulnak. 

## Egyéb kotrógépek

### Kotróhajó
Markolóval vagy más kotróeszközzel rendelkező, mederkotrásra alkalmas hajó. Lehet szakaszos vagy folyamatos üzemű is, azaz egy kotróhajó is rendelkezhet például markológéppel, de folyamatos kotrást végző berendezéssel is felszerelhető. 

### Hókotró
Hóeltakarításra való gép vagy jármű, mely hóekével vagy hómaróval rendelkezik. Léteznek speciálisan hókotrásra, hómarásra kialakított munkagépek is, de gyakoriak a hóekével felszerelt teherautók, homlokrakodók, földgyaluk is, melyek így képesek hóeltakarításra is. Vasúti járműveknek is van hókotró és hómaró típusa.